# Ď
Cette page contient des caractères spéciaux ou non latins. S’ils s’affichent mal (▯, ?, etc.), consultez la page d’aide Unicode.
Ď, appelée D hatchek ou D caron, est un graphème utilisé dans les alphabets tchèques et slovaques comme lettre à part entière. Elle était utilisée dans l’écriture du polabe. Il s’agit de la lettre D diacritée d’un hatchek.

## Utilisation
En slovaque et en tchèque le D hatchek minuscule a son hatchek remplacé par une apostrophe positionnée à droite de l’ascendante du ‹ d ›. Elle représente le son /ɟ/.
Dans ces deux langues, ‹ ď › n’apparaît généralement jamais avant un ‹ e › ou un ‹ i › : au lieu de *ďe et *ďi, on écrit respectivement dě et di en tchèque, et de et di en slovaque. L’exception est le nom de la lettre écrit ďé en tchèque ou slovaque.

À gauche : variante tchèque, slovaque et polabe du T caron avec une forme alternative du hatchek sur la minuscule ; à droite : variante du T caron avec un caron normal sur la minuscule utilisé dans certaines transcriptions phonétiques.

Dans certaines transcriptions phonétiques le d caron a un caron normal sur la minuscule, par exemple ‹ d͏̌ › utilisé dans la transcription du tchèque par Zdena Palková.

## Représentations informatiques
Le D caron peut être représenté avec les caractères Unicode suivants :
- précomposé (latin étendu A) :

| formes    | représentations | chaînes de caractères | points de code | descriptions                    |
| --------- | --------------- | --------------------- | -------------- | ------------------------------- |
| capitale  | Ď               | Ď                     | U+010E         | lettre majuscule latine d caron |
| minuscule | ď               | ď                     | U+010F         | lettre minuscule latine d caron |

- décomposé (latin de base, diacritiques) :

| formes    | représentations | chaînes de caractères | points de code | descriptions                                |
| --------- | --------------- | --------------------- | -------------- | ------------------------------------------- |
| capitale  | Ď               | D◌̌                    | U+0044 U+030C  | lettre majuscule latine d diacritique caron |
| minuscule | ď               | d◌̌                    | U+0064 U+030C  | lettre minuscule latine d diacritique caron |